# زویگی
زویگی (به لاتین: Zoigê County) یک شهرستان در جمهوری خلق چین است که در Ngawa Tibetan and Qiang Autonomous Prefecture واقع شده‌است.

## خصوصیات
زویگی ۱۰٬۶۲۰ کیلومترمربع مساحت و ۶۹٬۰۰۰ نفر جمعیت دارد.